# Sydney Futures Exchange
El Sydney Futures Exchange (SFE) es a la vez un intercambio de futuros y opciones de cambio ubicada en Australia. La 10 ª más grande de derivados de cambio en el mundo, la SFE proporciona derivados de los tipos de interés, acciones, divisas y productos básicos.
El Sídney Futures Exchange, es la 10.ª más grande de futuros financieros y opciones de cambio en el mundo por volumen de facturación y el segundo más grande de la región Asia Pacífico. SFE ofrece futuros y opciones en los cuatro mercados más activamente comercializados - tipos de interés, acciones, divisas y productos básicos incluida la lana y el ganado.[cita requerida]
Los productos más activos de la SFE son los siguientes:
- SPI200 futures - los contratos de futuros sobre un índice que representa las 200 más grandes acciones en la Bolsa de Australia por capitalización de mercado.
- AU 90-day Bank Accepted Bill Futures - El equivalente Australiano de T-Bill future.
- 3 year Bonds Futures - contratos de futuros sobre bonos de Australia a 3 años
- 10 year Bonds Futures - contratos de futuros sobre bonos de Australia a 10 años.

## Historia
Se estableció en 1962 como Sídney Greasy Wool Futures Exchange, un mercado de futuros de lana, pero cambió su nombre por el de Sídney Futures Exchange, en 1972.
El lunes 27 de marzo de 2006, se anunció una fusión entre la Bolsa de Valores de Australia y la Sídney Futures Exchange. Sin perjuicio de lo normativo y la aprobación de los accionistas, la entidad fusionada será la 9a en la lista más grande de intercambio en el mundo.